# Joseph Mazzello
Joseph Francis Mazzello III, conhecido como Joe Mazzello (Rhinebeck, Nova Iorque, 21 de setembro de 1983) é um ator, diretor e roteirista norte-americano, conhecido por seus papéis como Tim Murphy em Jurassic Park, Eugene Sledge na minissérie da HBO The Pacific, e Dustin Moskovitz em A Rede Social.
Em 2018 ele interpretou o baixista do Queen, John Deacon, no drama biográfico Bohemian Rhapsody.

## Biografia
Nascido em Rhinebeck, Nova Iorque, Mazzello cresceu em Hyde Park. É filho de Joseph Mazzello Jr. (falecido em 2018) e Virginia Mazzello, que atualmente cuida da escola de dança que foi criada pelo casal . Joseph tem uma irmã mais velha, Mary Mazzello, e um irmão mais novo, John Mazzello, que já apareceu em alguns filmes. Mazzello foi aluno da Our Lady of Lourdes High School e da University of Southern California, onde se formou em 2005. Joseph fez sua estreia na direção no curta Matters of Life and Death de 2007, no qual ele também estrelou. O elenco ainda inclui David Strathairn (com quem já trabalhou em O Rio Selvagem (1994), Pequeno Milagre (1998) e The Sensation of Sight (2006)), Daniel Gillies e Rachael Leigh Cook. Mazzello ainda estrelou na minissérie da HBO, The Pacific (2010), interpretando Eugene Sledge, bem como em A rede social (2010) e Undrafted (2015), longa que foi dirigido, escrito e co-produzido por ele. Em 2018, fez o papel de John Deacon, baixista do Queen, na cinebiografia Bohemian Rhapsody.

## Filmografia
| Filmes | Filmes                              | Filmes                              | Filmes                     |
| Ano    | Título Original                     | Título (Brasil)/(Portugal)          | Papel                      |
| ------ | ----------------------------------- | ----------------------------------- | -------------------------- |
| 1990   | Unspeakable Acts                    | Atos Inqualificáveis                | Jason Harrison (Telefilme) |
| 1990   | Presumed Innocent                   | Acima de Qualquer Suspeita          | Wendell McGaffney          |
| 1992   | Radio Flyer                         | Radio Flyer                         | Bobby                      |
| 1992   | Jersey Girl                         | Menina Dos Olhos                    | Jason                      |
| 1992   | Desperate Choices: To Save My Child | Desperate Choices: To Save My Child | Willy Robbins (Telefilme)  |
| 1993   | Jurassic Park                       | O Parque dos Dinossauros            | Tim Murphy                 |
| 1993   | Shadowlands                         | Terra das Sombras                   | Douglas Gresham            |
| 1994   | The River Wild                      | O Rio Selvagem                      | Roarke Hartman             |
| 1995   | High Lonesome: A Father for Charlie | Retrato de Coragem                  | Charlie (Telefilme)        |
| 1995   | The Cure                            | A Cura/Laços de Amizade             | Dexter                     |
| 1995   | Three Wishes                        | Os Três Desejos                     | Tom Holman                 |
| 1997   | The Lost World: Jurassic Park       | O Mundo Perdido: Jurassic Park      | Tim Murphy                 |
| 1997   | Star Kid                            | Star Kid                            | Spencer Griffith           |
| 1998   | Simon Birch                         | Pequeno Milagre                     | Joe Wenteworth             |
| 2001   | Wooly Boys                          | Wooly Boys                          | Charles                    |
| 2004   | Raising Helen                       | Um Presente Para Helen              | Prom Date Peter            |
| 2004   | The Hollow                          | O Regresso do Cavaleiro Sem Cabeça  | Scott                      |
| 2006   | The Sensation of Sight              | A Sensação de Ver                   | Tripp                      |
| 2007   | Matters of Life and Death           | Matters of Life and Death           | David Jennings             |
| 2010   | The Social Network                  | A Rede Social                       | Dustin Moskovitz           |
| 2011   | Allison                             | Joe (curta-metragem)                |                            |
| 2011   | First Kiss                          | Derek (curta-metragen)              |                            |
| 2013   | G.I. Joe: Retaliation               | Mouse                               |                            |
| 2013   | Dear Sidewalk                       | Gardner                             |                            |
| 2015   | Undrafted                           | Pat Murray                          |                            |
| 2018   | Bohemian Rhapsody                   | Bohemian Rhapsody                   | John Deacon                |
| Séries |                                     |                                     |                            |
| Ano    | Título                              | Papel                               | Notas                      |
| 1998   | Stories from My Childhood           |                                     | 1 episódio                 |
| 2002   | Providence                          | Tony                                | 2 episódios                |
| 2003   | CSI: Crime Scene Investigation      | Justin Lamond                       | 1 episódio                 |
| 2004   | Without a Trace                     | Sean Stanley                        | 1 episódio                 |
| 2010   | The Pacific                         | Eugene B. Sledge                    | 10 episódios               |

## Prêmios e indicações
| Prêmios | Prêmios   | Prêmios                      | Prêmios                                           | Prêmios                             |
| Ano     | Resultado | Premiação                    | Categoria                                         | Título                              |
| ------- | --------- | ---------------------------- | ------------------------------------------------- | ----------------------------------- |
| 1993    | Indicado  | Young Artist Awards          | Melhor Ator Jovem                                 | Desperate Choices: To Save My Child |
| 1993    | Indicado  | Young Artist Awards          | Melhor Ator Jovem                                 | Radio Flyer                         |
| 1994    | Venceu    | Young Artist Awards          | Melhor Jovem Ator Co-Estrelando em Filme de Drama | O Parque dos Dinossauros            |
| 1994    | Indicado  | Saturn Awards                | Melhor Jovem Ator                                 | O Parque dos Dinossauros            |
| 1996    | Indicado  | Young Artist Awards          | Melhor Jovem Ator Principal                       | A Cura                              |
| 1999    | Venceu    | YoungStar Awards             | Melhor Jovem Ator                                 | Pequeno Milagre                     |
| 1999    | Indicado  | Young Artist Awards          | Melhor Jovem Ator Principal                       | Pequeno Milagre                     |
| 2007    | Venceu    | Directorial Discovery Awards |                                                   | Matters of Life and Death           |